# Trichomelanauster albomaculatus
Trichomelanauster albomaculatus är en skalbaggsart som beskrevs av Stefan von Breuning 1983. Trichomelanauster albomaculatus ingår i släktet Trichomelanauster och familjen långhorningar. Inga underarter finns listade i Catalogue of Life.